# 小行星2817
小行星2817（2817 Perec）是一颗围绕太阳公转的小行星。1982年10月17日，愛德華·鮑威爾在可可尼诺县发现了此天体。
該小行星以法國小說家和電影製片人喬治·佩雷克命名。
这颗小行星的绝对星等为96.9243129836306等。